# Condado de Johnson (Texas)
El condado de Johnson es un condado del estado de Texas, Estados Unidos. Tiene una población estimada, a mediados de 2022, de 195 506 habitantes.
La sede del condado es Cleburne.
La totalidad del territorio es parte del Dallas/Fort Worth Metroplex.
El nombre del condado proviene de Middleton Johnson, un policía, soldado y político.

## Demografía

### Censo de 2020
Según el censo de 2020, en ese momento el condado tenía una población de 179 927 habitantes. La densidad de población era de 96 hab/km². 
| Raza                   | Núm.    | Porc.  |
| ---------------------- | ------- | ------ |
| Blancos                | 129 863 | 72.2%  |
| Afroamericanos         | 6770    | 3.8%   |
| Amerindios             | 1719    | 1.0%   |
| Asiáticos              | 1812    | 1.0%   |
| Isleños del Pacífico   | 949     | 0.5%   |
| De otras razas         | 16 605  | 9.2%   |
| De una mezcla de razas | 22 209  | 12.3%  |
| Total                  | 179 927 | 100.0% |

Del total de la población, el 23.68% eran hispanos o latinos de cualquier raza.

### Censo de 2000
Según el censo de 2000, en ese momento había 126 811 personas, 43 636 hogares y 34 428 familias en el condado. La densidad de población era de 67 habitantes por kilómetro cuadrado. El 90.01% de los habitantes eran blancos, el 2.50% eran afroamericanos, el 0.64% eran amerindios, el 0.52% eran asiáticos, el 0.18% eran isleños del Pacífico, el 4.52% eran de otras razas y el 1.63% eran de una mezcla de razas.
Había 43 636 hogares, de los cuales el 39.50% tenían menores de 18 años, el 64.70% eran parejas casadas viviendo juntas, el 10.00% estaban encabezados por mujeres jefas de familia (sin cónyuge) y el 21.10% no eran familias.
El tamaño promedio de una familia era de 3.20 miembros.
El 28.80% de la población tenía menos de 18 años, el 8.80% tenía de 18 a 24 años, el 30.20% tenía de 25 a 44 años, el 22.30% tenía de 45 a 64 años y el 10.00% eran mayores de 65 años. La edad promedio era de 34 años. Por cada 100 mujeres había 99.70 hombres. Por cada 100 mujeres mayores de 18 años había 97.10 hombres.
Los ingresos medios de los hogares del condado eran de $44,621 y los ingresos medios de las familias eran de $49.963. Los hombres tenían ingresos medios por $36,718 frente a los $25,149 que percibían las mujeres. Los ingresos per cápita eran de $18,400. El 6.90% de las familias y el 8.80% de la población estaban debajo de la línea de pobreza, incluidos el 10.60% de los menores de 18 años y el 10.90% de las personas con 65 años de edad o más.